# 2021年夏季世界大學運動會網球比賽
2021年夏季世界大學運動會網球比賽，是因2019冠状病毒病疫情而延期至2023年进行的2021年夏季世界大學運動會的其中一个比赛项目，在中國成都的四川川投国际网球中心舉行，比賽時間為2023年7月29日至8月6日，共產生7枚金牌。男子团体和女子团体名次根据各单项单打、双打和混合双打小项的成绩得出。
参加单打第一轮被淘汰的选手和未报名单打项目选手可以报名参加安慰赛。

## 參賽國家和地區
总共有28个国家和地区的123名运动员参加该届大学生运动会网球比赛。 
- （4）
- 阿塞拜疆（2）
- 巴西（3）
- 中国（8）
- 中华台北（6）
- 哥伦比亚（4）
- 捷克（4）
- 爱沙尼亚（1）
- 法国（5）
- 中国香港（7）
- 印度（8）
- 印度尼西亚（4）
- 意大利（2）
- 日本（7）
- 蒙古（3）
- 尼日利亚（1）
- 菲律宾（3）
- 葡萄牙（4）
- 南非（7）
- 韩国（7）
- 瑞士（3）
- 斯洛伐克（2）
- 泰国（8）
- 乌干达（4）
- 美国（6）
- （6）
- 赞比亚（3）
- 津巴布韦（1）

## 獎牌榜
*   主办国家/地区（中国）
| 排名                      | 国家 / 地区               | 金牌 | 銀牌 | 銅牌 | 总计 |
| ------------------------- | ------------------------- | ---- | ---- | ---- | ---- |
| 1                         | 中华台北                  | 5    | 1    | 1    | 7    |
| 2                         | 中国*                     | 1    | 3    | 0    | 4    |
| 3                         | 瑞士                      | 1    | 1    | 1    | 3    |
| 4                         | 捷克                      | 0    | 1    | 0    | 1    |
| 4                         | 泰国                      | 0    | 1    | 0    | 1    |
| 6                         | 日本                      | 0    | 0    | 5    | 5    |
| 7                         | 法国                      | 0    | 0    | 1    | 1    |
| 7                         | 中国香港                  | 0    | 0    | 1    | 1    |
| 7                         | 韩国                      | 0    | 0    | 1    | 1    |
| 7                         | 美国                      | 0    | 0    | 1    | 1    |
| 7                         |                           | 0    | 0    | 1    | 1    |
| 总计（共11个国家 / 地区） | 总计（共11个国家 / 地区） | 7    | 7    | 12   | 26   |

## 獎牌得主
| 項目     | 金牌                                                | 银牌                                                                                | 铜牌                                                          |
| 男子单打 | 亨利·冯德舒伦堡 · 瑞士（SUI）                       | 甲西迪·讪雷 · 泰国（THA）                                                           | 谢尔盖·福明 · （UZB）                                         |
| 男子单打 | 亨利·冯德舒伦堡 · 瑞士（SUI）                       | 甲西迪·讪雷 · 泰国（THA）                                                           | Jang Yunseok · 韩国（KOR）                                    |
| 女子单打 | 郭涵煜 · 中国（CHN）                                | 楊亞依 · 中华台北（TPE）                                                            | 梁恩硕 · 中华台北（TPE）                                      |
| 女子单打 | 郭涵煜 · 中国（CHN）                                | 楊亞依 · 中华台北（TPE）                                                            | 爱丽丝·罗布 · 法国（FRA）                                     |
| 男子双打 | 中华台北（TPE） · 許育修 · 黃琮豪                   | 捷克（CZE） · Jan Jermář · Victor Sklenka                                           | 日本（JPN） · 羽澤慎治 · 田口涼太郎                           |
| 男子双打 | 中华台北（TPE） · 許育修 · 黃琮豪                   | 捷克（CZE） · Jan Jermář · Victor Sklenka                                           | 瑞士（SUI） · 约拿斯·法比安·沙尔 · 亨利·冯德舒伦堡            |
| 女子双打 | 中华台北（TPE） · 梁恩碩 · 吳芳嫺                   | 中国（CHN） · 郭涵煜 · 蔣欣玗                                                       | 日本（JPN） · 松田美咲 · 山崎育美                             |
| 女子双打 | 中华台北（TPE） · 梁恩碩 · 吳芳嫺                   | 中国（CHN） · 郭涵煜 · 蔣欣玗                                                       | 美国（USA） · 金伯利·汉斯 · 爱丽丝·韦格尔                     |
| 混合双打 | 中华台北（TPE） · 許育修 · 吳芳嫺                   | 中国（CHN） · 金雨全 · 湯千慧                                                       | 日本（JPN） · 藤原智也 · 丽莎-玛丽·里乌                       |
| 混合双打 | 中华台北（TPE） · 許育修 · 吳芳嫺                   | 中国（CHN） · 金雨全 · 湯千慧                                                       | 中国香港（HKG） · 黄泽林 · 王康怡                             |
| 男子团体 | 中华台北（TPE） · 何承叡 · 許育修 · 黃琮豪 · 駱建勛 | 瑞士（SUI） · Jonas Schär · Henry von der Schulenburg · Jeffrey von der Schulenburg | 日本（JPN） · 藤原智也 · 羽澤慎治 · 白石光 · 田口涼太郎       |
| 女子团体 | 中华台北（TPE） · 梁恩碩 · 曹家宜 · 吳芳嫺 · 楊亞依 | 中国（CHN） · 郑妩双 · 蒋欣玗 · 郭涵煜 · 汤千慧                                     | 日本（JPN） · 松田美咲 · 永田杏里 · 丽莎-玛丽·里乌 · 山崎育美 |

## 安慰赛结果
| 项目 | 冠军             | 亚军                   | 比分     |
| ---- | ---------------- | ---------------------- | -------- |
| 男子 | 藤原智也（日本） | 伯德里纳特（印度）     | 2-0      |
| 女子 | 永田安里（日本） | 丽莎-玛丽·里乌（日本） | 不战而胜 |

## 外部連結
- 国际大体联网球项目 （页面存档备份，存于）
- 成都大运会网球项目介绍 （页面存档备份，存于）
- （英文）比賽結果 （页面存档备份，存于）